# Chabasit
Chabasit ist die Sammelbezeichnung für ein nicht näher bestimmtes Mineral einer Mischkristallreihe mit den von der International Mineralogical Association (IMA) anerkannten Endgliedern

Chabasit-Ca, Chabasit-K, Chabasit-Mg, Chabasit-Na (auch Herschelit) und Chabasit-Sr aus der Mineralklasse der „Silikate und Germanate“. Strukturell gehören die Chabasite zu den Gerüstsilikaten (Tektosilikate) und dort zur Familie der Zeolithe.
Alle Mitglieder gehören der gleichnamigen Chabasitgruppe an und kristallisieren im trigonalen Kristallsystem mit folgender chemischer Zusammensetzung:
- Chabasit-Ca – Ca2[Al4Si8O24]·13H2O
- Chabasit-K – (K2NaCa0.5)[Al4Si8O24]·11H2O
- Chabasit-Mg – (Mg0.7K0.5Ca0.5Na0.1)[Al3Si9O24]·10H2O
- Chabasit-Na – (Na3K)[Al4Si8O24]·11H2O
- Chabasit-Sr – (Sr,Ca)2[Al4Si8O24]·11H2O

Chabasite sind damit wasserhaltige Alumosilikate mit wechselnden Gehalten an Calcium, Kalium, Magnesium, Natrium und Strontium.
Meist entwickeln Chabasite rhomboedrische und pseudokubische, würfelähnliche Kristalle und Durchkreuzungszwillinge, kommen aber auch in Form körniger oder massiger Mineral-Aggregate vor. In reiner Form, das heißt ohne formelfremde Beimengungen, sind Chabasite farblos und durchsichtig bzw. erscheinen durch vielfache Lichtbrechung aufgrund von Gitterbaufehlern oder polykristalliner Ausbildung weiß. Durch Fremdbeimengungen beispielsweise von Eisen (Fe) können Chabasite gelegentlich auch eine gelborange, rosa oder rötliche bis bräunliche Farbe annehmen, wobei die Transparenz entsprechend abnimmt. Sehr selten werden auch grünliche Chabasite gefunden.

## Etymologie und Geschichte
Erstmals beschrieben wurde das Zeolith-Mineral 1777 durch Ignaz von Born, der es als Zeolithus crystallisatus cubicus Islandiae bezeichnete. 1783 verkürzte Jean-Baptiste Romé de L’Isle diese Bezeichnung auf Zéolite en cube.
Louis-Augustin Bosc d’Antic prägte für diesen "Würfelzeolith" 1892 den Eigennamen „Chabazie“ nach dem altgriechischen Wort für Hagelstein (siehe dazu auch die in der Medizin als Hagelkorn bekannte Augenlidentzündung Chalazion), da das Mineral meist in Form kleiner, weißer Kristalle gefunden wurde. Die ursprüngliche altgriechische Schreibweise des Wortes war allerdings Χαλάζιος [chalazios]. Bekannt wurde das Wort durch das griechische Lehrgedicht „Lithika“ aus dem 4. Jahrhundert n. Chr., wo es in der speziellen Vokativform Χαλάζιε in der Gedichtzeile:

„Weiter erwog ich im Sinn auch dich, göttlicher Chalazios, zu erproben und fand deine vorzügliche Kraft. Beides kannst du, kühlst hitzige Krankheit und hilfst mir, wenn ich vom Skorpion gestochen bin.“

Im 18. Jahrhundert verbreitete sich das Wort allerdings in der Falschschreibung Χαβάζιε, welche trotz der 1781 durch Thomas Tyrwhitt (1730–1786) erfolgten Berichtigung von den Mineralogen beibehalten wurde. René-Just Haüy wandelte Bosc d’Antics gewählten Namen 1801 in Chabasie ab und Abraham Gottlob Werner prägte schließlich die deutsche Bezeichnung Chabasit. Durch Dietrich Ludwig Gustav Karsten ist zudem noch das Synonym Chabasin überliefert, das sich allerdings nicht allgemein durchsetzte.
Im Zuge der Neuordnung der Familie der Zeolithe 1997 wurden auch die Endglieder Heulandit-Mischreihe neu definiert und die in der Formel vorherrschenden Kationen als Kürzel angehängt.
Als Typlokalität für die Einzelminerale gelten für
- Chabasit-Ca der Ort Colle del Lares im Nicolò-Tal, einem Nebental des Fassatals in der italienischen Provinz Trentino (Südtirol)
- Chabasit-K die Ortschaft Ercolano nahe dem zum Vesuv-Komplex gehörenden Vulkan Monte Somma in der italienischen Metropolitanstadt Neapel
- Chabasit-Mg der Steinbruch Karikás nahe der Gemeinde Bazsi im ungarischen Komitat Veszprém
- Chabasit-Na der Ort Aci Trezza bzw. die Gemeinde Aci Castello nahe dem Ätna-Vulkankomplex in der italienischen Metropolitanstadt Catania auf Sizilien
- Chabasit-Sr der Berg Suoluaiw (Суолуайв) nahe der Ortschaft Lowosero in der russischen Oblast Murmansk

## Klassifikation
Bereits in der letztmals 1977 überarbeiteten 6. bzw. 1982 herausgegebenen 8. Auflage der Mineralsystematik nach Strunz gehörte die Chabasitgruppe mit der System-Nr. VIII/F.14 zur Mineralklasse der „Silikate und Germanate“ und dort zur Abteilung der „Gerüstsilikate (Tektosilikate)“, wo sie innerhalb der über mehrere Gruppen reichende „Zeolith-Familie“ (Gruppen 10 bis 15) neben dem zu dieser Zeit noch als ein Mineral geltenden Chabasit die weiteren Mitglieder Erionit, Gmelinit, Lévyn und Offretit enthielt.
Im zuletzt 2018 überarbeiteten und aktualisierten Lapis-Mineralienverzeichnis nach Stefan Weiß, das sich aus Rücksicht auf private Sammler und institutionelle Sammlungen noch nach dieser alten Form der Systematik von Karl Hugo Strunz richtet, erhielten die hier nun getrennten Endglieder Chabasit-Na, Chabasit-K, Chabasit-Mg, Chabasit-Ca und Chabasit-Sr die System- und Mineral-Nr. VIII/J.26-20, VIII/J.26-25, VIII/J.26-28, VIII/J.26-30 und VIII/J.26-35. In der „Lapis-Systematik“ entspricht die System-Nr. VIII/J. ebenfalls der Abteilung „Gerüstsilikate“, wobei in den Gruppen VIII/J.21 bis 27 die Minerale der „Zeolithgruppe“ einsortiert sind. Die Erionite bilden hier zusammen mit Bellbergit, Chabasit-Ca, Chabasit-K, Chabasit-Na, Chabasit-Mg, Chabasit-Sr, Gmelinit-Ca, Gmelinit-K, Gmelinit-Na, Lévyn-Ca, Lévyn-Na, Mazzit-Mg, Mazzit-Na, Offretit, Perlialit, Tschernichit und Willhendersonit die von System-Nr. VIII/J.26 bis 27 reichende Gruppe der „Würfelzeolithe“.
Die seit 2001 gültige und von der International Mineralogical Association (IMA) zuletzt 2009 aktualisierte 9. Auflage der Strunz’schen Mineralsystematik ordnet die Chabasite in die bereits feiner unterteilte Abteilung der „Gerüstsilikate (Tektosilikate) mit zeolithischem H2O; Familie der Zeolithe“ ein. Diese ist zudem weiter unterteilt nach der Struktur der Gerüste, so dass die Minerale entsprechend ihrer Zusammensetzung in der Unterabteilung „Ketten von Fünfer-Ringen“ zu finden sind, wo sie nur noch zusammen mit Willhendersonit die „Chabasitgruppe“ mit der System-Nr. 9.GD.10 bilden.
Auch die vorwiegend im englischen Sprachraum gebräuchliche Systematik der Minerale nach Dana ordnet die Chabasite in die Klasse der „Silikate und Germanate“ und dort in die Abteilung der „Gerüstsilikate: Zeolith-Gruppe“ ein. Hier sind sie in der Gruppe „Chabasit und verwandte Arten“ mit der System-Nr. 77.01.02 innerhalb der Unterabteilung „Echte Zeolithe“ zu finden.

## Kristallstruktur
Alle Chabasite kristallisieren trigonal in der Raumgruppe R3m (Raumgruppen-Nr. 166) mit folgenden Gitterparametern bei 6 Formeleinheiten pro Elementarzelle:
- Chabasit-Ca: a = 13,80 Å und c = 15,02 Å
- Chabasit-K: a = 13,849 Å und c = 15,165 Å
- Chabasit-Mg: a = 13,777 Å und c = 14,872 Å
- Chabasit-Na: a = 13,863 Å und c = 15,165 Å
- Chabasit-Sr: a = 13,715 Å und c = 15,09 Å

### Alumosilikatgerüst
Die Si4+- und Al3+-Ionen sind tetraedrisch von vier Sauerstoffanionen umgeben, so dass die Kationen im Zentrum und die Anionen an den Ecken des Koordinationspolyeders liegen.
Die (Al,Si)O4-Tetraeder sind an allen vier Ecken über gemeinsame Sauerstoffionen zu einem Gerüst verknüpft, das durch den Einbau von Al statt Si eine negative (anionische) Ladung hat. Diese wird durch den Einbau von Kationen in den Hohlräumen des Gerüstes ausgeglichen.
Das Chabasit-Gerüst (Gerüsttyp „CHA“) setzt sich aus 8er-, 6er- und 4er-Ringen zusammen und zeichnet sich durch ein dreidimensionales Kanalsystem aus. Es wird in drei Raumrichtungen von Kanälen durchzogen, die den Durchgang von Teilchen mit einem maximalen Durchmesser von 3,72 Å erlauben. Die Hohlräume des Gerüstes können Teilchen von maximal 7,37 Å Durchmesser aufnehmen. Der Anteil des zugänglichen Volumens liegt bei 17,3 % und die Gerüstdichte beträgt 15,1 Tetraeder/1000 Å3.
Sekundäre Baueinheiten
Das CHA-Gerüst kann aus jeder der folgenden Sekundären Baueinheiten aufgebaut werden: 6 (ebene 6er-Ringe), 6-6 (Doppel-6er-Ringe), 4 (4er-Ringe) oder 4-4 (Doppel-4er-Ringe).
Das CHA-Gerüst gehört zur ABC-6-Familie. Die zweidimensionale Periodische Baueinheit (PerBU) besteht aus einer hexagonalen Anordnung nicht direkt verknüpfter, ebener 6-er-Ringe in der a-b-Ebene. Diese Ebenen mit 6er-Ringen sind in c-Richtung aufeinander gestapelt, jeweils mit einem Versatz von +(2/3a + 1/3b), -(2/3a + 1/3b) oder +(0a + 0b – kein Versatz). Die innerhalb einer Schicht isolierten 6er-Ringe sind über 4er-Ringe mit den 6-er-Ringen benachbarter Schichten zu einem Gerüst verbunden, so dass sich für das CHA-Gerüst eine AA-BB-CC-Abfolge der periodischen Baueinheit ergibt.
Aufbauende Baueinheiten
Eine alternative Beschreibung baut die Gerüststruktur aus größeren Baueinheiten, den Composite Building Units zusammen. Das CHA-Gerüst lässt sich mit Doppel-6er-Ringen (d6r) oder mit der Chabasit-Kaverne (cha) beschreiben. Die Chabasit-Kaverne ist der Porenraum des Chabasits und wird begrenzt von zwölf 4er-Ringen, zwei 6er-Ringen und sechs 8er-Ringen (Flächensymbol [412.62.86]) und kann Teilchen mit einem Durchmesser von maximal 7,37 Å Durchmesser aufnehmen. Verbunden sind die cha-Kavernen in Richtung der a-Achse über die 6er-Ringe und in Richtung der Raumdiagonalen [111] über die 8er-Ringe. Mit dieser Verknüpfung der cha-Kavernen über die großen 8er-Ringe ergibt sich das dreidimensionale Kanalsystem des CHA-Gerüstes, durch das Teilchen mit einem Durchmesser von bis zu 3,72 Å ausgetauscht werden können. Der „pore descriptor“ des CHA-Gerüstes ist somit {3 [412.62.86] <100>(6-ring), <111>(8-ring)}.

## Bildung und Fundorte

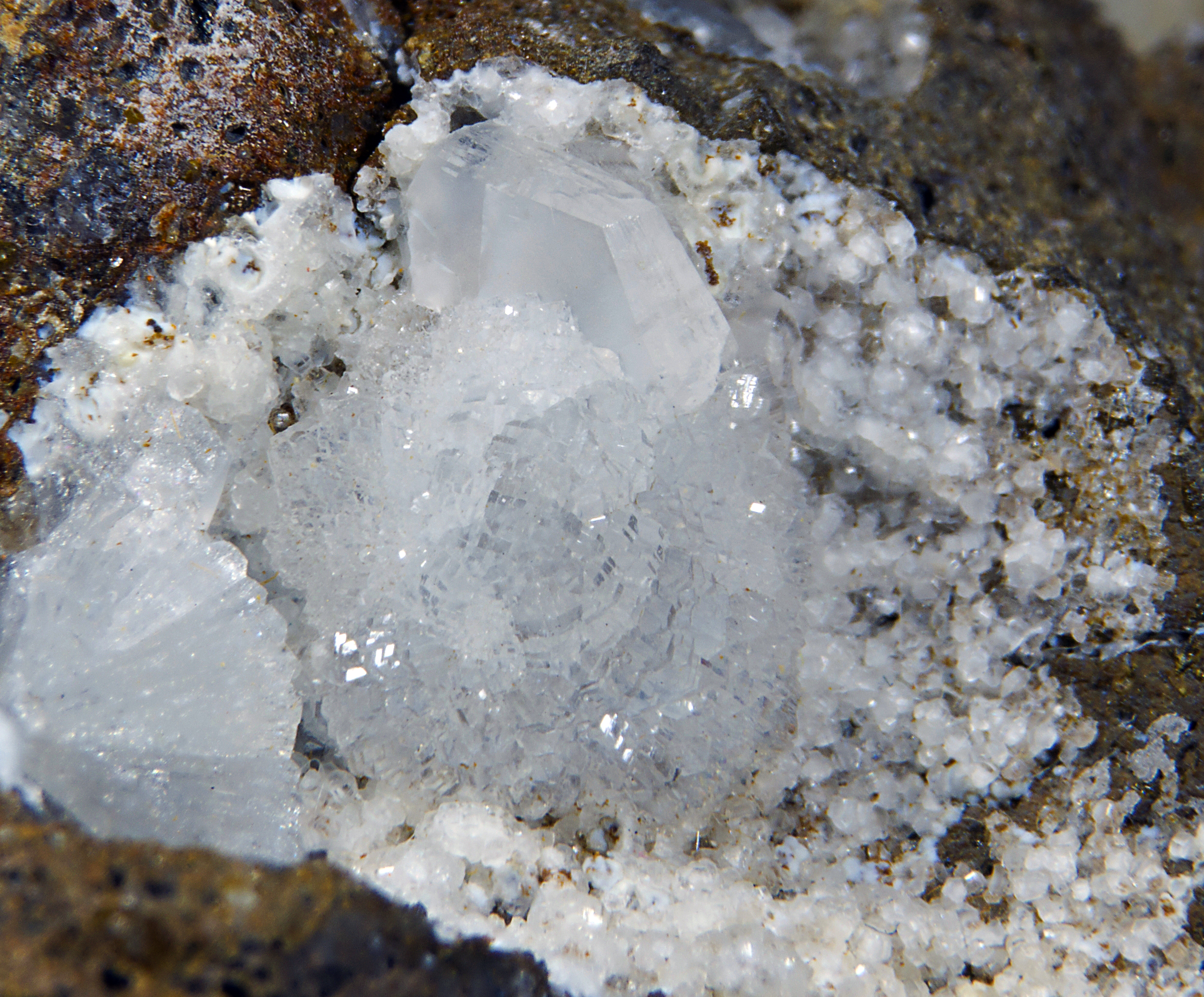
Farbloser Chabasit-Na (Einkristall, Bildmitte oben) und ebenfalls farbloser Phillipsit (schuppiges Aggregat, Bildmitte) aus Aci Castello, Sizilien, Italien (Sichtfeld 21 mm)

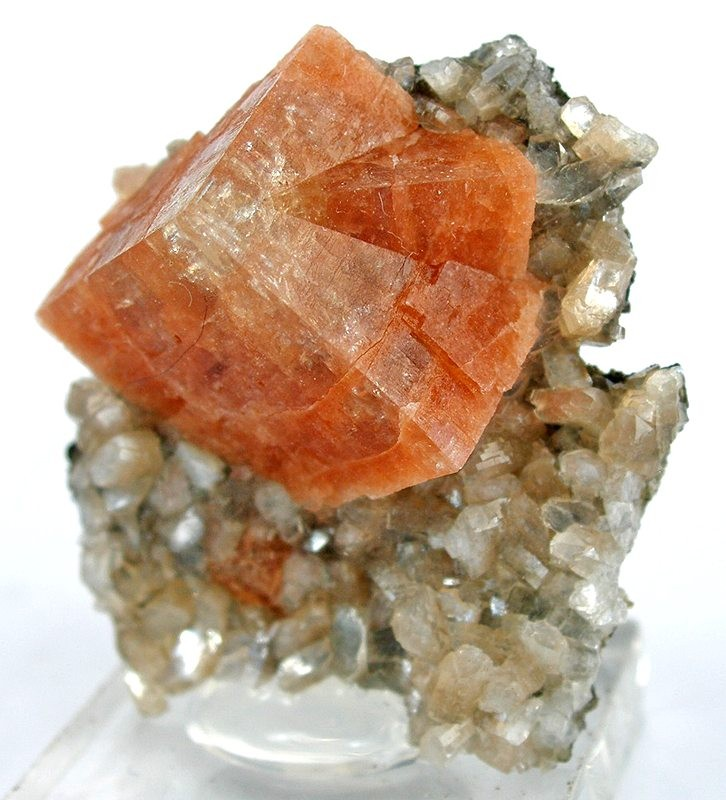
Lachsfarbener, pseudokubischer Chabasit-Ca-Zwilling auf farblosem Heulandit-Ca aus Wasson Bluff, Parrsboro, Bay of Fundy, Cumberland County, Nova Scotia, Kanada (Größe: 3,3 cm × 2,9 cm × 1,5 cm)

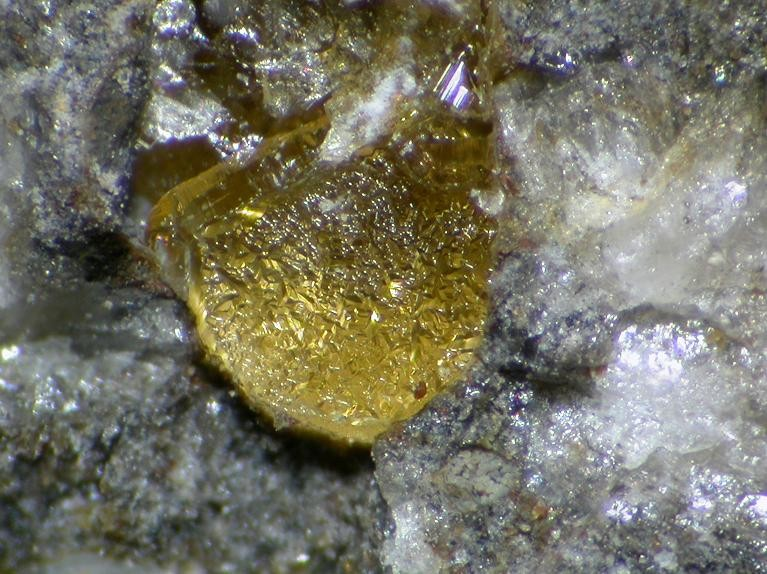
Gelblicher Chabasit von der Cheltenham Beach, Nordinsel, Neuseeland (Sichtfeld 5 mm)

Chabasite bilden sich vorwiegend hydrothermal in Blasenhohlräumen (Miarolen) magmatischer Gesteine wie unter anderem granitischer Pegmatite, Basalte und Phonolithe, kommt aber häufig auch an den Austrittsöffnungen von Thermalquellen vor. Als Begleitminerale können neben weiteren Zeolithen wie Stilbit, Harmotom noch Calcit, Dolomit, Epidot, Melilith, Nephelin und Tridymit sowie verschiedene Amphibole und Pyroxene, Axinite und Olivine auftreten.
Als häufige Mineralbildungen sind Chabasite im Allgemeinen an vielen Fundorten anzutreffen, wobei bisher insgesamt über 1700 Fundorte bekannt sind (Stand 2014). Da diese Funde allerdings eher selten hinreichend präzise analysiert werden, sind Angaben zu den einzelnen Engliedern in Bezug auf die Anzahl der Fundorte entsprechend ungenau.
Bekannt aufgrund außergewöhnlicher Chabasitfunde sind unter anderem die zu Dänemark gehörenden Färöer-Inseln, wo farblose und weiße Kristallzwillinge (Durchdringungszwillinge) von bis zu 6 Zentimeter Größe entdeckt wurden.
In Deutschland fand man Chabasite bisher unter anderem in einem Amphibolit-Steinbruch am Urenkopf bei Haslach im Kinzigtal, in den Steinbrüchen Michelsberg am Katzenbuckel und Höwenegg bei Immendingen sowie an mehreren Orten im Kaiserstuhl in Baden-Württemberg; an einigen Stellen im Fichtelgebirge und an vielen Orten im Bayerischen Wald in Bayern; an verschiedenen Orten im Dillkreis, im Landkreis Gießen, im Odenwald und am Vogelsberg in Hessen; bei Bad Harzburg, Braunlage und Sankt Andreasberg in Niedersachsen; bei Königswinter im nordrhein-westfälischen Siebengebirge; an vielen Orten in der Eifel (Daun, Ettringen, Kelberg, Niederzissen), im Hunsrück (Idar-Oberstein, Niederwörresbach) und im Westerwald (Bad Marienberg, Linz am Rhein) in Rheinland-Pfalz; im Steinbruch Becker (Hellerberg) bei Freisen im Saarland; an einigen Stellen im sächsischen Erzgebirge; bei Groß Pampau in Schleswig-Holstein sowie bei Unterbreizbach und Weitisberga in Thüringen.
In Österreich wurde das Mineral bisher vor allem in den Hohen Tauern von Kärnten bis Salzburg und der Koralpe von Kärnten bis zur Steiermark gefunden. Daneben trat es noch in einem Basaltsteinbruch am Pauliberg im Burgenland und am Zamser Grund (Pfitscherpass) in Tirol zutage.
In der Schweiz kennt man Chabasit unter anderem vom Grimselpass und vom Oberaarsee im Kanton Bern; von mehreren Stellen im Bregagliatal und im Vorderrheintal im Kanton Graubünden sowie von verschiedenen Fundpunkten in den Kantonen Tessin, Uri und Wallis.
Weitere Fundorte liegen unter anderem in Argentinien, Australien, Belgien, Brasilien, Bulgarien, Chile, China, Costa Rica, Dänemark, Finnland, Frankreich und den französischen Überseedepartments Mayotte und Réunion, Griechenland, Grönland, Indien, Indonesien, Irland, Island, Israel, Italien, Japan, im Jemen, Jordanien, Kanada, Kasachstan, Kenia, Korea, Madagaskar, Marokko, Mexiko, Myanmar (Burma), Namibia, Neuseeland, Nicaragua, Norwegen, Panama, Polen, Portugal, Rumänien, Russland, Schweden, der Slowakei, Spanien, Südafrika, Taiwan, Tansania, Tschechien, Ukraine, Ungarn, Venezuela, im Vereinigten Königreich (UK), den Vereinigten Staaten von Amerika (USA) und Zypern.
In Gesteinsproben vom Mittelatlantischen Rücken (Hydrothermalfeld Logatchev-1) konnte Chabasit-Ca nachgewiesen werden.

## Verwendung
Als echte Zeolithe eignen sich auch Chabasite aufgrund ihrer mikroporösen Gitterstruktur unter anderem gut als Ionenaustauscher, Molekularsieb und für viele andere technische Anwendungen, werden aber heutzutage oft synthetisch hergestellt, siehe auch Verwendungsmöglichkeiten von Zeolithen.